# Karl III. (Lothringen)

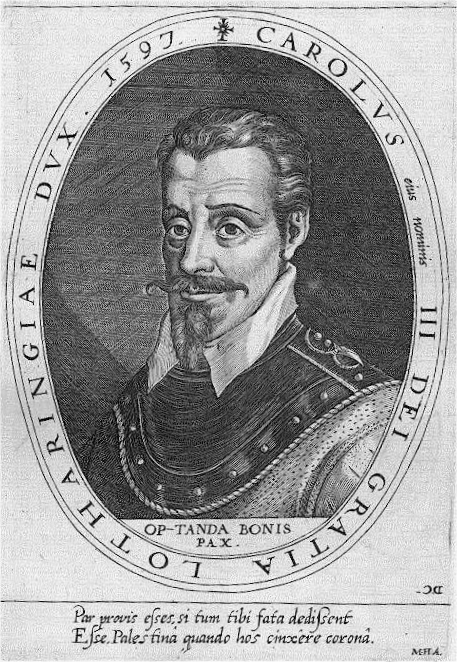
Karl III., Kupferstich von Dominicus Custos (1600–1602)

Karl III. von Lothringen (auch der Große genannt) (* 18. Februar 1543 in Nancy; † 14. Mai 1608 ebenda) war Herzog von Lothringen.

## Leben
Karl wurde als erster Sohn von Herzog Franz I. und dessen Ehefrau, der Prinzessin Christina von Dänemark, geboren.
Am 12. Juni 1545 folgte er seinem verstorbenen Vater im Herzogsamt nach. Da er jedoch noch nicht volljährig war, übernahm seine Mutter die Regentschaft für ihn. Karls Vormund wurde bis zu seiner Volljährigkeit im Jahr 1559 sein Onkel Nicolas de Vaudémont.
Christina verfolgte – bedingt durch ihre Verwandtschaft mit den Habsburgern – eine Spanien-freundliche Politik und konnte sich damit lange Zeit gegenüber dem französischen Königshaus behaupten. Am 13. März 1552 aber ließ der französische König Heinrich II. Lothringen und die Trois-Évêchés, die Bistümer Metz, Toul und Verdun, besetzen. Anstelle Karls Mutter wurde sein Onkel Nicolas de Lorraine-Mercœur zum Regenten ernannt. Karl selbst, erst 9-jährig, wurde nach Paris an den französischen Königshof gebracht.

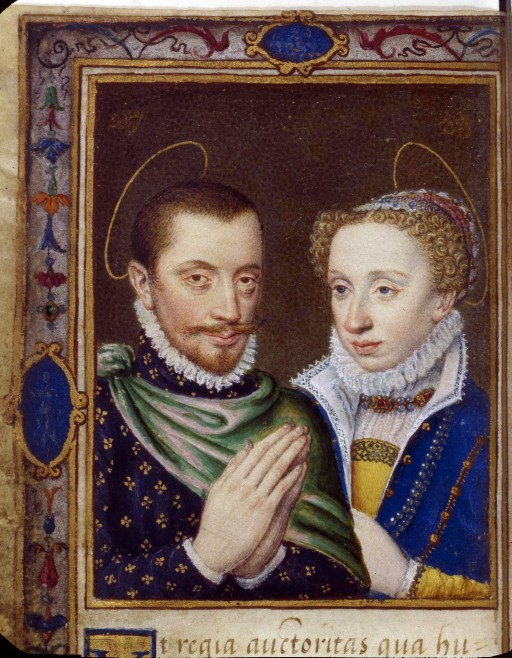
Karl und seine Frau Claude

Dort heiratete er am 22. Januar 1559 Claudia von Valois, Tochter Heinrichs II. Mit ihr hatte er neun Kinder:
- Heinrich II. (1563–1624), Herzog von Lothringen
- Christine (1565–1636), verheiratet mit Ferdinand I. von Medici, Großherzog der Toskana
- Karl (1567–1607), Bischof von Straßburg
- Antonie (1568–1610), 1599 verheiratet mit Herzog Johann Wilhelm von Jülich-Kleve-Berg
- Anna (1569–1576)
- Franz II. (1572–1632), Herzog von Lothringen
- Katharina (1573–1648), Äbtissin von Remiremont
- Elisabeth (1574–1635), verheiratet mit Maximilian I., Kurfürst von Bayern
- Claudia (1575–1576)

Verbunden mit der Hochzeit war eine Rückgabe der lothringischen Gebiete an Karl III., jedoch kehrte er erst im Oktober 1559 nach Nancy zurück, um sein Herzogtum selbst zu regieren.

## Regierung
Obwohl am französischen Königshof und damit zutiefst katholisch erzogen, ergriff Karl III. während der Religionskriege in Frankreich lange Zeit keine Partei. Doch ab 1584 unterstützte er die katholische Liga unter Henri de Guise, um seinen Schwager, König Heinrich III., zu stürzen. Aus diesem Grunde verwüsteten deutsche Protestanten auf ihrem Weg, die Truppen Heinrichs IV. zu unterstützen, das Herzogtum, und Heinrich IV. selber erklärte Lothringen 1592 den Krieg.
Nachdem Heinrich IV. zum Katholizismus konvertiert war, schloss Karl III. 1594 Frieden mit dem französischen Königshaus, der durch eine Heirat seines Sohnes Heinrich II. mit Catherine de Bourbon, einer Schwester Heinrichs IV., untermauert wurde.
Die Regentschaft Karls III. gilt in der Geschichte Lothringens als besonders fortschrittlich und wirtschaftlich erfolgreich. Neben territorialen Zugewinnen wie Bitche, Phalsbourg und Marsal, die er verbuchen konnte, reformierte er während seiner Regierungszeit das Justiz- und Finanzwesen seines Herzogtums und unterstützte die Wissenschaften (Gründung der Universität Pont-à-Mousson) sowie die Kunst. Er führte damit die bereits von seiner Mutter begonnene Innenpolitik weiter fort. Karl war auch den Wissenschaften gegenüber aufgeschlossen. So ließ er 1564 den Kartografen Gerhard Mercator eine Wandkarte des Herzogtums anfertigen, die dem Auftraggeber gewidmet war.